# یواس‌اس جان ای مور (اف‌اف‌جی-۱۹)
یواس‌اس جان ای مور (اف‌اف‌جی-۱۹) (به انگلیسی: USS John A. Moore (FFG-19)) یک کشتی است که طول آن ۴۴۵ فوت (۱۳۶ متر), overall می‌باشد. این کشتی در سال ۱۹۷۹ ساخته شد. مور در طول فرمان او سه جایزه صلیبی نیروی دریایی دریافت کرد، او در فوریه ۱۹۴۴ غرق شد.